# Quatre mendiants
Pour les articles homonymes, voir Mendiant (homonymie).
Les quatre mendiants font partie de la composition des treize desserts, en Provence. Ces fruits secs représentent les différents ordres religieux ayant fait vœu de pauvreté, noix ou noisettes pour les Carmes, figues sèches pour les Franciscains, amandes pour les Dominicains et raisins secs pour les Augustins.

## Historique
La consommation des fruits secs remonte à l'Antiquité sur le pourtour méditerranéen. En Grèce, ils composaient le menu des philosophes et des athlètes, et à Rome, ils faisaient partie des frugalités de la cena.

On les retrouve en Europe christianisée du Moyen Âge à la Renaissance, dans les périodes de jeûne. 

« En temps de poisson, il convient bailler pour la tierce table des amandes, avelines, noix ou noisilles pour ce qu'elles répriment la froide et moite nature des poissons. »

— Battista Platina (1470).
Au XVIIe siècle, à Marseille, « raisins, figues, dattes et autres semblables fruits » sont des présents appréciés entre familles lors des fêtes de Noël, selon le témoignage de l'abbé François Marchetti, en 1683. Un siècle plus tard, à Paris, François Achard indique, en 1787, qu'on nomme « mendiants » les raisins secs, figues, amandes et noisettes servis pendant le carême.

## Lespachichòis
Frédéric Mistral (1830-1914) donne la définition de ce que sont les quatre mendiants en Provence « figues, noisettes, amandes et raisins secs ». Il précise que ces mendiants sont aussi dénommés pachichòis d'Avignon à Marseille.
C'est la couleur de chacun de ces fruits secs qui les a fait dénommer mendiants, en rappel des robes de bure des quatre principaux ordres mendiants : « Un jour, à la table d'un grand seigneur, les quatre fruits secs, raisins, noisettes, amandes et figues, étaient servis, un convive s'écria : voilà les mendiants à table, retrouvant dans la figue la robe grise du franciscain, dans l'amande la robe écrue du dominicain, dans la noisette la robe brune du carme, et dans le raisin la robe sombre de l'augustin ; les dominicains, les franciscains, les carmes et les augustins formaient les quatre ordres mendiants. »
Issus de la production locale et domestique, ils sont omniprésents dans la composition des treize desserts. Mais dès la fin du XIXe siècle, cette production régionale est loin de suffire.
Victor-Eugène Ardouin-Dumazet constate, en 1898 : « Les fruits secs ont dans Marseille leur principal débouché en France. L'Italie, l'Algérie et l'Espagne y envoient plus de dix millions de kilos de figues sèches, les amandes et les noisettes, avec ou sans coque, arrivent d'Espagne, d'Italie et de Turquie, près de neuf millions de kilos. La Turquie envoie beaucoup de noix. »

## Hommage musical
Gioachino Rossini, compositeur et gastronome, a intitulé le volume IV de ses Péchés de vieillesse, œuvres pour piano, Quatre mendiants et quatre hors-d'œuvre. Il a titré les quatre premières parties Les figues sèches, en ré majeur, Les amandes, en sol majeur, Les raisins, en do majeur et Les noisettes, en si mineur et majeur.